# Vermoeden van Gilbreath
Het vermoeden van Gilbreath is een vermoeden in de getaltheorie over het begin van de rijen die worden verkregen door te beginnen met de rij priemgetallen, en daaruit een nieuwe rij te construeren van de absolute verschillen in deze rij. Een volgende rij ontstaat steeds door dit proces te herhalen. Vermoed wordt dat van elke rij het eerste element gelijk is aan 1. Het vermoeden is genoemd naar Norman L. Gilbreath, die het in 1958 uitsprak. In 1878, 80 jaar eerder, had François Proth ook al dit vermoeden geuit en een mogelijk bewijs geleverd. Dit bleek niet juist te zijn.

## UItleg
Gilbreath zag een patroon toen hij de priemgetallen opschreef, en daarna herhaald nieuwe rijen maakte van de absolute verschillen in de voorgaande rij.
De rij van priemgetallen is:
2, 3, 5, 7, 11, 13, 17, 19, 23, 29, 31, 37, 41, 43, 47, 53, 59, 61, ...
De absolute verschillen vormen de rij
1, 2, 2, 4, 2, 4, 2, 4, 6, 2, 6, 4, 2, 4, 6, 6, 2, ...
Herhaling van dit proces levert: 
1, 0, 2, 2, 2, 2, 2, 2, 4, 4, 2, ...
1, 2, 0, 0, 0, 0, 0, 2, 0, 2, ...
1, 2, 0, 0, 0, 0, 2, 2, 2, ...
1, 2, 0, 0, 0, 2, 0, 0,...
1, 2, 0, 0, 2, 2, 0,...
Gilbreath – en François Proth al voor hem – zagen dat de rijen steeds begonnen met het getal 1, en vermoedden dat dit voor alle rijen zou gelden

## Het vermoeden
Gilbreaths vermoeden is gemakkelijker te laten zien in een formele notatie. De rij {\displaystyle (p_{n})_{n\geq 1}} bestaat uit de opeenvolgende priemgetallen. Definieer voor {\displaystyle n\geq 1}
{\displaystyle d_{0,n}=p_{n+1}-p_{n}}
en verder voor {\displaystyle k\in \mathbb {N} }
{\displaystyle d_{k+1,n}=|d_{k,n+1}-d_{k,n}|}.
Het vermoeden van Gilbreath zegt nu dat {\displaystyle d_{k,1}=1} voor alle {\displaystyle k}. 

## Pogingen tot bewijs
In 2013 was er nog geen geldig bewijs gepubliceerd. Proth presenteerde een bewijs dat later fout bleek te zijn. Andrew Odlyzko heeft in 1933 gecontroleerd dat het vermoeden juist is voor {\displaystyle k\leq 3{,}4\times 10^{11}}. Hij constateerde dat de 635e rij met 1 begint en dat de tweede term in de volgende rijen tot aan rij {\displaystyle 3{,}4\times 10^{11}} slechts 0 of 2 is, zodat al deze rijen 1 hebben als startwaarde.